# Połowa
Połowa est une localité polonaise de la gmina de Polska Cerekiew, située dans le powiat de Kędzierzyn-Koźle en voïvodie d'Opole.